# Мітін Марк Борисович
Марк Борисович Мітін (Гершкович) (5 липня 1901, Житомир — 15 січня 1987, Москва) — радянський діяч, марксистсько-ленінський філософ. Доктор філософських наук (1934), професор (1933). Академік Академії наук СРСР (28.01.1939). Депутат Верховної Ради СРСР 3—5-го скликань (1950—1962). Член ЦК КПРС у 1939—1961 роках.

## Біографія
Народився 22 червня (5 липня) 1901 року в місті Житомирі, в єврейській родині робітника-гравера житомирської фабрики кавказьких срібних виробів Бориса Гершковича. У 1914 році закінчив двохкласне єврейське казенне училище в Житомирі. Навчався на вечірніх загальноосвітніх курсах Шерешевської.
У березні 1915 — лютому 1917 року — посильний, в лютому — травні 1917 року — конторник, у травні 1917 — квітні 1919 року — рахівник Житомирського відділення З'єднаного банку. У 1918 році закінчив екстерном 6 класів гімназії в Житомирі. У 1919 році вступив до комсомолу.
Член РКП(б) з квітня 1919 року.
У квітні — серпні 1919 року — секретар Житомирської міської організації комсомолу, відповідальний секретар Волинського губернського комітету комсомолу.
З вересня по листопад 1919 року служив в частинах особливого призначення (ЧОН) та в Богунському полку 44-ї стрілецької дивізії РСЧА на Українському фронті.
У листопаді 1919 — січні 1920 року — секретар Волинського губернського революційного трибуналу в Житомирі.
У січні — травні 1920 року — відповідальний секретар Волинського губернського комітету комсомолу.
З червня по вересень 1920 року — голова Правобережного бюро ЦК комсомолу (КСМ) України в Києві; відповідальний секретар Київського губернського комітету КСМ України.
У вересні 1920 — травні 1921 року — відповідальний секретар Подільського губернського комітету КСМ України.
У травні — вересні 1921 року — заступник завідувача відділу охорони праці і побуту молоді ЦК КСМУ в Харкові.
У жовтні 1921 — липні 1922 року — слухач восьмимісячних курсів Комуністичного університету імені Свердлова в Москві.
З липня 1922 по липень 1923 року працював викладачем політграмоти (суспільствознавства) у виробничо-технічній школі при фабриці «Трьохгірна мануфактура» міста Москви. У 1923 році «мав коливання троцькістського характеру».
У липні 1923 — вересні 1925 року — на політичній роботі в Червоній армії: в липні — листопаді 1923 року — інструктор, у листопаді 1923 — лютому 1924 року — заступник начальника, в лютому — травні 1924 року — начальник агітаційно-пропагандистської частини політичного відділу 14-ї Московської стрілецької дивізії, заступник начальника політичного відділу 14-ї Московської стрілецької дивізії. З травня по вересень 1924 року — начальник агітаційно-пропагандистської частини політичного відділу табірного збору Московського гарнізону. У вересні 1924 — вересні 1925 року — лектор Московської окружної військово-політичної школи.
У вересні 1925 — липні 1929 року — студент філософського відділення Інституту червоної професури в Москві.
У липні 1929 — липні 1930 року — заступник ректора Академії комуністичного виховання імені Крупської в Москві.
У липні 1930 — січні 1931 року — заступник директора Інституту червоної професури філософії і природознавства.
У січні 1931 — лютому 1939 року — заступник директора Інституту філософії Комуністичної академії при ЦВК — Академії наук СРСР. Одночасно, з січня 1931 по 1944 рік — редактор журналу «Під прапором марксизму».
У лютому 1939 — травні 1944 року — директор Інституту Маркса—Енгельса—Леніна при ЦК ВКП(б).
У 1939—1944 роках — член редакційної колегії журналу «Більшовик».
У 1941—1944 роках — керівник бригади лекторів ЦК ВКП(б) і Головного політичного управління РСЧА. У 1941—1945 роках — член Радянського бюро військово-політичної пропаганди.
У 1942—1946 роках — член Президії Академії наук СРСР.
У жовтні 1944 — липні 1948 року — завідувач кафедри діалектичного і історичного матеріалізму Вищої партійної школи при ЦК ВКП(б).
У 1944—1950 роках — відповідальний секретар редакційної колегії журналу «Більшовик».
У 1947—1956 роках — 1-й заступник голови правління Всесоюзного товариства з поширення політичних і наукових знань.
У березні 1950 — травні 1956 року — шеф-редактор газети «За міцний мир, за народну демократію» в місті Бухаресті (Румунія).
У травні 1956 — лютому 1960 року — голова правління Всесоюзного товариства з поширення політичних і наукових знань.
У 1957—1978 роках — заступник голови Центрального правління Товариства радянсько-польської дружби.
У березні 1960 — липні 1968 року — головний редактор журналу «Питання філософії».
У 1961—1963 роках — член бюро Відділення економічних, філософських і правових наук Академії наук СРСР. У 1963—1967 роках — заступник академіка-секретаря Відділення філософії і права Академії наук СРСР.
У 1963—1978 роках — член керівного комітету Міжнародної федерації філософських товариств.
У 1964—1968 роках — професор Московського державного університету.
З 1966 року — голова наукової ради з проблем зарубіжних ідеологічних течій при Секції суспільних наук Президії Академії наук СРСР. З 1967 року — член бюро Відділення філософії і права Академії наук СРСР.
У 1969—1970 роках — професор Всесоюзного заочного інституту текстильної і легкої промисловості.
У 1971—1974 роках — професор Академії суспільних наук при ЦК КПРС.
З 1972 року — член наукової ради Академії наук СРСР з комплексної проблеми «Соціально-економічні і ідеологічні проблеми науково-технічної революції».
З 1978 року — член президії Центрального правління Товариства радянсько-польської дружби.
У 1978—1985 роках — професор філософського факультету Московського державного університету.
З 1979 року — голова редакційної колегії серії «Філософська спадщина».
Помер 15 січня 1987 року. Похований на Новодівочому цвинтарі Москви.

## Праці
Автор багатьох праць з діалектичного і історичного матеріалізму, критики буржуазної філософії:
- Митин М. Б., Ральцевич В. Н., Юдин П. Ф. О новых задачах марксистско-ленинской философии // Правда, 7 июня 1930.
- Митин М. Б. Гегель и теория материалистической диалектики. — М., 1932.
- Митин М. Б. Боевые вопросы материалистической диалектики. — М., 1936.
- Митин М. Б. К столетию «Манифеста Коммунистической партии» Маркса и Энгельса. — М., 1948.
- Митин М. Б. За материалистическую биологическую науку. — М.-Л., 1949.
- Митин М. Б. Историческая роль Г. В. Плеханова в русском и международном рабочем движении. — М., 1957.
- История философии. Т. 1—6. — М.: Изд-во АН СССР, 1957—1965. (редактор)
- Митин М. Б. Философия и современность. — М., 1960.
- Митин М. Б. Опыт Октября и закономерности социалистической революции. — М., 1967.
- Митин М. Б. В. И. Ленин и актуальные проблемы философии. — М., 1971.
- Марксизм-ленинизм / Митин М. Б. // Ломбард — Мезитол. — М. : Советская энциклопедия, 1974. — (Большая советская энциклопедия: [в 30 т.] / гл. ред. А. М. Прохоров ; 1969—1978, т. 15).
- Митин М. Б. Проблемы современной идеологической борьбы: критика социологических и социально-политических концепций. — М., 1976.
- Митин М. Б. Философия и социальный прогресс: анализ современных буржуазных концепций социального прогресса. — М., 1979.
- Митин М. Б. Идеи В. И. Ленина и современность. — М., 1981.

## Нагороди
- три ордени Леніна (1953, .07.1961, 1975)
- орден Жовтневої Революції (1971)
- три ордени Трудового Червоного Прапора (10.06.1945; 1951; 3.07.1981)
- орден Дружби народів (4.07.1986)
- медаль «За доблесну працю у Великій Вітчизняній війні 1941—1945 рр.» (1945)
- Медаль «В пам'ять 800-річчя Москви» (1947)
- медаль «За доблесну працю. В ознаменування 100-річчя з дня народження Володимира Ілліча Леніна» (1970)
- орден «Кирило і Мефодій» I ст. (Народна Республіка Болгарія, 1972)
- Сталінська премія I ст. (1943) — за тритомну наукову працю «Історія філософії» (1940—1942)
- Премія імені І. І. Мечникова (1950) — за збірку «Проти реакційного морганізму-менделізму»
- Премія імені Г. В. Плеханова (1982) — за роботу «Ідеї В. І. Леніна і сучасність» (1981)
- Срібна медаль Всесвітньої Ради Миру імені Ф. Жоліо-Кюрі (1959)